# Homoplasmie
 (avril 2017).
Si vous disposez d'ouvrages ou d'articles de référence ou si vous connaissez des sites web de qualité traitant du thème abordé ici, merci de compléter l'article en donnant les références utiles à sa vérifiabilité et en les liant à la section « Notes et références ».

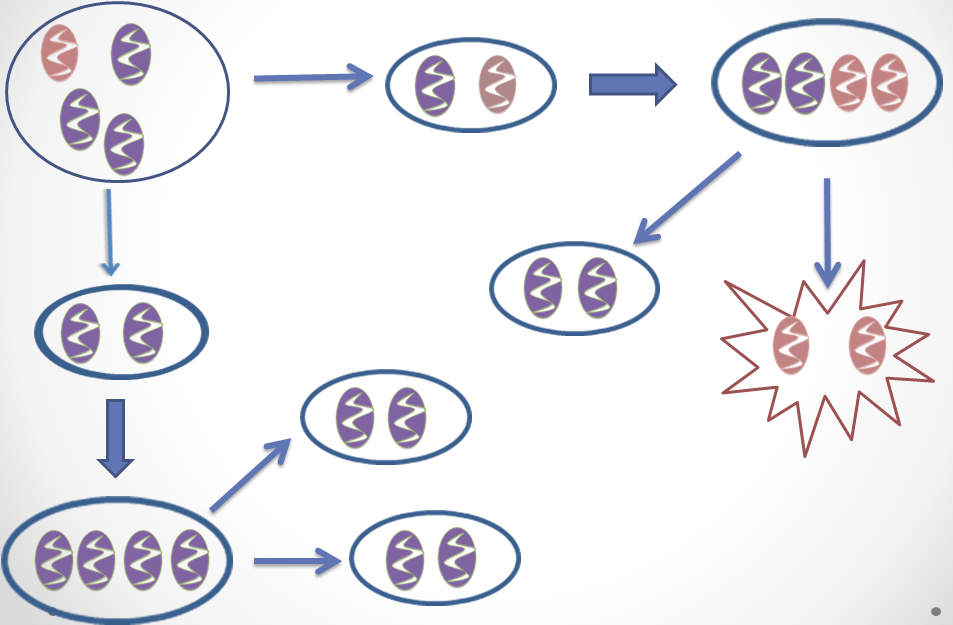
La cellule en haut à gauche est hétéroplasmique, comme le montrent les mitochondries normales en violet et les mitochondries présentant une mutation de l'ADNmt en rouge. Lorsque cette cellule se divise, les mitochondries se répliquent et se mélangent indépendamment dans les cellules filles. Il en résulte une homoplasmie positive et négative (cellule en rouge).

On parle d’homoplasmie lorsque toutes les molécules d’ADN mitochondrial (ADNmt) portent une mutation ou toutes les molécules d'ADNmt sont normales.
L’hétéroplasmie qualifie quant à elle la présence dans une même cellule ou une même mitochondrie, de molécules d’ADN mitochondrial normales et mutées.